# Claudio Ranieri
Claudio Ranieri   (Roma, 20 d'octubre de 1951) és un exfutbolista i entrenador. Actualment és l'entrenador de l'AS Roma.

## Com a jugador
Tot i debutar amb 22 anys amb l'AS Roma, és al FC Catanzaro on viu el més important de la seva carrera com a jugador (del 1974 al 1982), coincidint amb la millor època de l'equip. Encara avui és el jugador que ha defensat més vegades la samarreta del conjunt calabrès a la Serie A. Acaba la seva carrera en dos equips sicilians.

## Com a entrenador
S'inicia com a entrenador en equips de categoria regional tot just uns mesos després d'haver-se retirat. El seu primer èxit com a entrenador ja professional és guanyar la Coppa Italia de la Serie C amb el Cagliari Calcio, on arriba el 1988, duent l'equip sard de la tercera categoria a la Serie A en només dos anys. A la temporada 1990-1991 va aconseguir mantenir-se en primera divisió tot i que els resultats mantenien l'equip al darrer lloc de la classificació al cap de 22 jornades.
El 1991 se li confia el seu primer equip amb ambicions, la SSC Napoli, que acaba quart en la seva primera temporada. La segona no l'arriba a acabar, patint la primera destitució de la seva carrera el novembre del 1992.
L'any 1993 és contractat per l'ACF Fiorentina, que acabava de baixar a la Serie B. En quatre anys a l'equip toscà aconsegueix retornar-lo a la màxima categoria (94), acabar quart a la Serie A (96), guanyar la Coppa Italia (96) i la Supercopa italiana (96). Al final de la campanya 96-97 és substituït per Alberto Malesani.
Entrenat el Leicester, guanya la Premier League l'any 2016, fet que li val el premi com a entrenador de l'any per part de la FIFA.

## Primera etapa al València
En 1997 Ranieri agafa les regnes del València CF. Va entrenar l'equip des de 1997 fins a 1999, portà el València a la Lliga de Campions el seu primer any, guanyant-se el respecte i l'estima de l'equip i l'afició gràcies al seu carisma.
Va ser el responsable del desenvolupament futbolístic d'alguns jugadors de l'equip, com Gaizka Mendieta, Miguel Ángel Angulo, Javier Farinós o David Albelda. Ranieri també va fitxar jugadors que serien imprescindibles per a l'equip de Mestalla, com el porter Santiago Cañizares o el davanter Claudio "Piojo" López.
Ranieri acabà la seua primera etapa a l'equip valencianista el 1999, any en què guanyà la Copa del Rei guanyant en la final l'Atlètic de Madrid (3-0).

## Atlètic, Chelsea i tornada a València
És precisament l'Atlètic de Madrid qui el contracta per iniciar un nou projecte, que no arriba a durar ni una temporada. En plena crisi institucional del club, intervingut judicialment, Ranieri és destituït deixant l'equip en el quinzè lloc a la classificació. L'any 2000 el contracta el Chelsea FC, on troba més estabilitat. Allà hi passa quatre temporades, obtenint un segon lloc a la Premier League i arribant a les semifinals de la Lliga de Campions l'any 2004, com a fets més destacats. L'arribada al club d'un nou propietari, Roman Abramóvitx, li tanca les portes en benefici de José Mourinho.
El juny del 2004 torna al València, però aquesta segona etapa serà efímera. Ranieri agafa un equip que amb Rafael Benítez havia guanyat dues Lligues en tres anys i que venia de guanyar la Copa de la UEFA. Comença guanyant la Supercopa d'Europa davant el Porto (2-1), però a la Lliga l'equip rendeix per sota de les expectatives. L'eliminació a la Copa de la UEFA davant l'Steaua de Bucarest, el febrer de 2005, precipita la destitució de Ranieri.

## Retorn a Itàlia
Ranieri trenca dos anys d'inactivitat per anar a socórrer el Parma, que al febrer del 2007 es trobava en els últims llocs de la Serie A. El tècnic romà aconsegueix l'objectiu i és cridat per fer-se càrrec de la Juventus FC, en substitució de Didier Deschamps. L'equip torinès acabava de tornar a la Serie A després de l'escàndol de corrupció anomenat "Moggigate". Ranieri classifica la Juventus en tercer lloc a la Serie A i obté el seu retorn a la lliga de Campions, però el maig del 2009, després d'una sèrie de mals resultats, és rellevat per Ciro Ferrara, fins aleshores jugador de l'equip.
El 2 de setembre de 2009 signa com a entrenador de la Roma i després d'una bona primera temporada, en què l'equip és segon a la Lliga i finalista a la Copa, acaba presentant la renúncia a mitjans de la seva segona temporada, el 20 de febrer de 2011, després d'una sèrie consecutiva de mals resultats que deixa la Roma sense opcions a la Lliga de Campions i a la Lliga. El detonant és una desfeta davant el Gènova per 4-3 quan a l'inici de la segona meitat l'equip guanyava per 0-3. Ranieri és substituït per un altre ex jugador de la casa, Vincenzo Montella.
Ranieri signa amb l'Inter el 22 de setembre de 2011 en substitució de Gian Piero Gasperini. Aquesta etapa però, no durarà ni una temporada completa. El 26 de març, després d'una sèrie de mals resultats, és substituït pel tècnic del segon equip, Andrea Stramaccioni.

## Nova etapa al Mònaco
El 29 de maig de 2012, Claudio Ranieri es compromet amb l'AS Monaco, que en aquell moment competeix a la Segona Divisió francesa. L'11 de maig de 2013, l'equip del Principat guanya el campionat, cosa que significa el primer títol per a Ranieri en nou anys, i es guanya el dret a tornar a la Ligue 1, la màxima categoria del futbol francès.

## Al capdavant del Leicester City
El juny de 2015, Ranieri decideix fitxar pel Leicester City, un equip de la primera divisió anglesa. Per tant, abandona l'AS Monaco i cedeix el seu lloc a Leonardo Jardim.
Al capdavant d'aquest equip i situats a la jornada 19, l'equip dirigit pel tècnic, és capdavanter en una de les quatre grans lligues Europees. Amb 39 punts és líder juntament amb l'Arsenal FC i està per davant d'equips històrics com el Liverpool, el Manchester City o el Manchester United FC. En part gràcies a l'efectivitat golejadora de Jamie Vardy i Riyad Mahrez, màxims golejadors de la Premier League, amb 15 i 13 gols, respectivament.
Cal destacar que el Leicester City va acabar l'any 2014 en el darrer lloc de la classificació i al final de la temporada 2015/16, el 2 de maig de 2016, es proclama guanyador de la Premier League per primer cop a la seva història. Claudio Ranieri rep el sobrenom de Thinkerman (El pensador).
El 23 de febrer del 2017, després de la derrota per 2-1 contra el Sevilla en l'anada dels vuitens de final de la UEFA Champions League i una temporada en zona de descens, l'acomiaden del càrrec.

## Palmarès
- 1 Serie C: 1988/1989 (Càller)
- 1 Copa Itàlia Serie C: 1988/1989 (Càller)
- 1 Serie B. 1994 (Fiorentina)
- 1 Copa Itàlia: 1995/1996 (Fiorentina)
- 1 Supercopa Itàliana: 1996 (Fiorentina)
- 1 Copa del Rei: 1999 (València CF)
- 1 Supercopa Europea: 2004 (València CF)
- 1 Ligue 2: 2013 (AS Monaco)
- 1 Premier League: 2016 (Leicester City)